# Cyclosa diversa
Cyclosa diversa là một loài nhện trong họ Araneidae.
Loài này thuộc chi Cyclosa. Cyclosa diversa được Octavius Pickard-Cambridge miêu tả năm 1894.